# Northern Michigan University

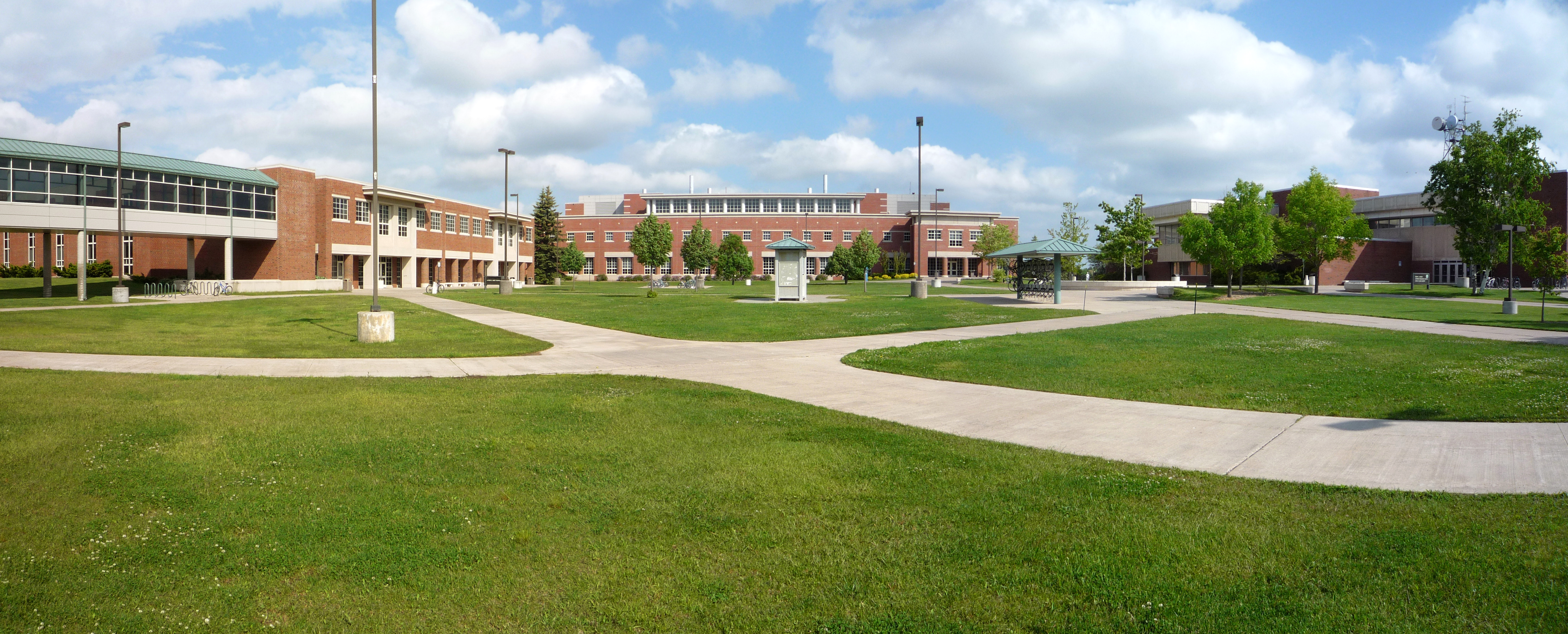

Northern Michigan University é uma universidade localizada na cidade de Marquette, Michigan nos Estados Unidos. Fundado em 1899, NMU é a maior universidade na península superior do Michigan. 